# Grodzisko (powiat gołdapski)
Grodzisko (niem. Heidenberg, do 1925 Grodzisko, do 1938 Schloßberg) – wieś sołecka w Polsce, położona w województwie warmińsko-mazurskim, w powiecie gołdapskim, w gminie Banie Mazurskie.
| SIMC    | Nazwa   | Rodzaj    |
| ------- | ------- | --------- |
| 0753627 | Gąsewo  | część wsi |
| 0753633 | Wierzby | część wsi |

W latach 1975–1998 wieś należała administracyjnie do województwa suwalskiego.
Pierwsze wzmianki o Grodzisku pochodzą z roku 1566, kiedy to starosta węgorzewski sprzedał Wojtkowi Skorupczykowi z powiatu giżyckiego 44 włóki puszczy w okolicy miejscowości Piłaki oraz Kuty, w celu założenia tam wsi czynszowej.
W czasach początków państwa polskiego okolice Grodziska zamieszkiwane były przez Jaćwingów. W pobliżu góry położonej obok wsi, podczas prac archeologicznych w XX wieku, znaleziono pozostałości po grodzisku obronnym z okresu wczesnego średniowiecza oraz monety rzymskie. Ponadto zostało odkryte cmentarzysko ciałopalne z okresu rzymskiego.
W latach 1709–1710 epidemia dżumy pozbawiła życia 51 mieszkańców wsi.